# دوشیزه چارم
دوشیزه چارم یا دوشیزه افسون (به انگلیسی: Miss Charm) یک مسابقه بین‌المللی زیبایی است که هر سال توسط سازمانی با همین نام برگزار می‌شود.
دوشیزه چارم حال راشمیتا راسیندران از مالزی است.

## تاریخچه
دوشیزه چارم در ۸ اکتبر ۲۰۱۹ با نام دوشیزه چارم بین‌الملل تأسیس شد و سپس به عنوان دوشیزه چارم تغییر نام داد. این مسابقه متعلق به Elite Vietnam، یک شرکت سرگرمی مستقر در شهر هوشی مین، ویتنام است.
برای اولین بار در سال ۲۰۲۴ مهرو احمدی به نمایندگی از ایران شرکت خواهد کرد.

## برندگان
| سال  | برنده             | ملیت  | محل برگزاری     |
| ---- | ----------------- | ----- | --------------- |
| ۲۰۲۳ | لوما روسو         | برزیل | هوشی‌مین، ویتنام |
| ۲۰۲۴ | راشمیتا راسیندران | مالزی | هوشی‌مین، ویتنام |
| ۲۰۲۵ |                   |       |                 |

## کشور بر اساس تعداد برد
| کشور  | عناوین | سال  |
| ----- | ------ | ---- |
| مالزی | ۱      | ۲۰۲۴ |
| برزیل | ۱      | ۲۰۲۳ |